# Jag gick vilse i världslivets vimmel
Jag gick vilse i världslivets vimmel är en psalm med text och musik skriven 1932 av Allan Törnberg.

## Publikation
- Segertoner 1988 som nr 565 under rubriken "Att leva av tro - Glädje - tacksamhet".[1]

### Fotnoter
1. 1 2  Heinerborg, Karl-Erik; Lennart Jernestrand (1988). Segertoner melodisångbok. Stockholm: Förlaget Filadelfia. Libris 911558